# Elizabeth Dole

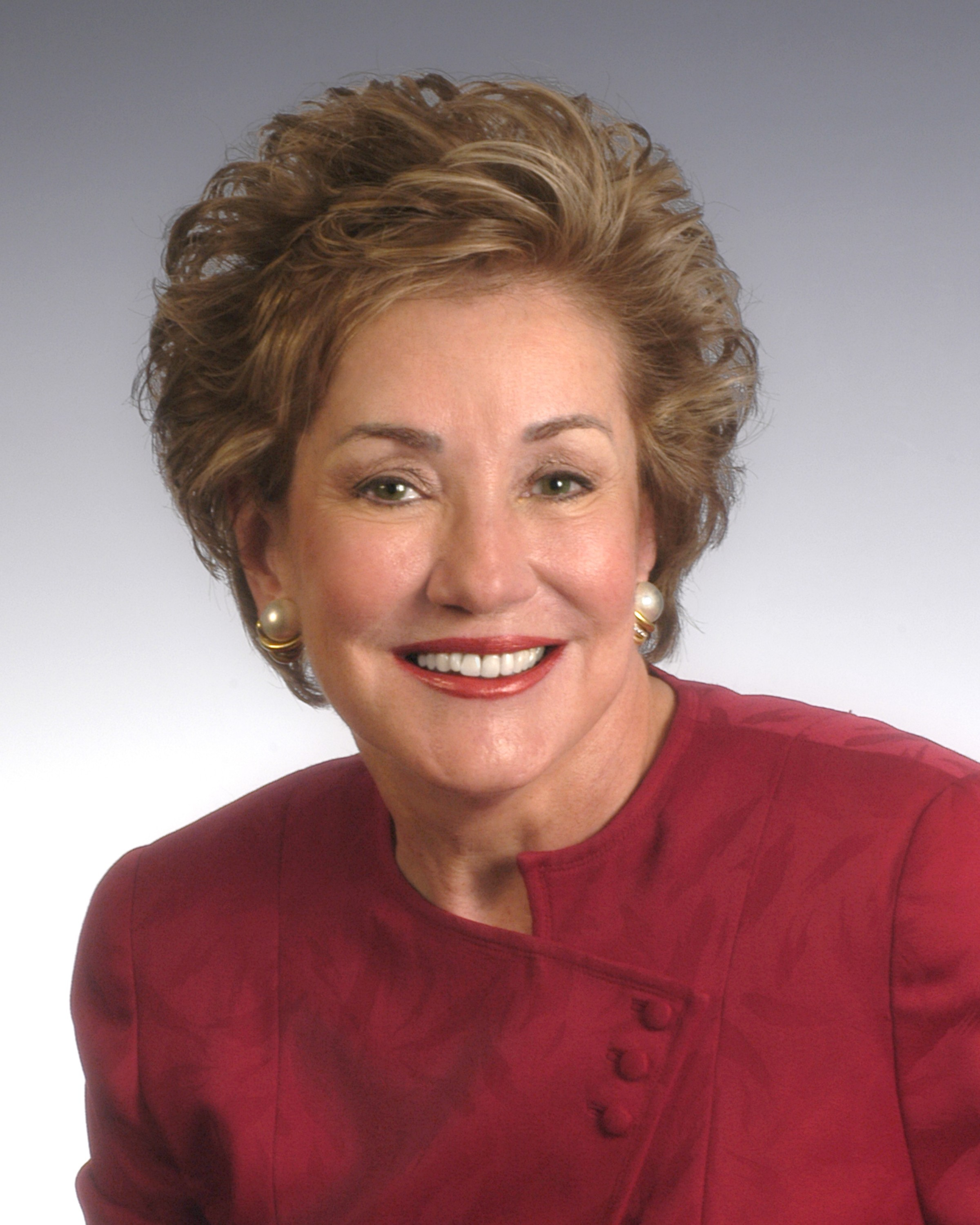
Elizabeth Dole

Mary Elizabeth Hanford Dole (* 29. Juli 1936 in Salisbury, Rowan County, North Carolina) ist eine US-amerikanische Politikerin der Republikanischen Partei, die den Bundesstaat North Carolina von 2003 bis 2009 im US-Senat vertrat. Zuvor gehörte sie als Verkehrs- und Arbeitsministerin dem Bundeskabinett an.

## Privat
Elizabeth Hanford Dole war von Dezember 1975 bis zu seinem Tod im Dezember 2021 mit dem vormaligen US-Senator für Kansas, Vizepräsidentschaftskandidaten von Gerald Ford 1976 und Präsidentschaftskandidaten von 1996 für die Republikanische Partei, Robert Joseph "Bob" Dole verheiratet. Aus dieser Ehe entstammen keine Kinder.

## Werdegang
Elizabeth Dole studierte Jura an der Duke University sowie Politikwissenschaft in Oxford und an der Harvard University. Sie war Special Assistant von Virginia Knauer, der Beraterin für Verbraucherfragen in der Nixon-Regierung. Vom 4. Dezember 1973 bis zum 9. März 1979 war sie Mitglied der Federal Trade Commission.
Im Jahr 1983 wurde sie im Kabinett von Präsident Ronald Reagan US-Verkehrsministerin und blieb dies bis zum 30. September 1987. In dieser Funktion führte sie gesetzlich das sogenannte „Dole-Licht“ ein, das dritte Bremslicht in der Autorückscheibe. Zwischen Januar 1989 und November 1990 war sie als Arbeitsministerin Mitglied des Kabinetts von Präsident George Bush.
Von 1991 bis 1999 amtierte sie als Präsidentin des Amerikanischen Roten Kreuzes. Im Jahr 1996 ließ sie sich für ein Jahr von ihrem Posten beurlauben, um ihrem Ehemann Bob Dole bei seiner Präsidentschaftskampagne gegen Bill Clinton zu helfen, die aber erfolglos verlief. 1999 gab sie das Präsidentenamt auf, um ihre Chancen für eine Kandidatur um die US-Präsidentschaft für die Republikanische Partei auszuloten. Im Oktober 1999 gab sie diese Ambitionen auf.
2002 wurde sie für North Carolina in den US-Senat gewählt. Dort saß sie unter anderem im Ausschuss für die Streitkräfte. Bei der Wiederwahl zum Senat am 4. November 2008 unterlag sie der demokratischen Kandidatin Kay Hagan. Daraufhin musste sie den Kongress am 3. Januar 2009 verlassen.

## Auszeichnungen
- 1995: Ehrendoktorwürde des Öffentlichen Dienstes der George Washington University[2]
- 1995: Raoul Wallenberg Award[3]
- 2000: Ehrendoktorwürde für Menschlichkeit der Duke University[4]
- nahezu 40 weitere Ehrendoktorwürden
- 2024: Presidential Medal of Freedom

## Schriften
- mit Bob Dole und Richard Norton Smith: The Doles: Unlimited Partners, Simon & Schuster, 1988, ISBN 0-671-60202-0
- Hearts Touched by Fire: My 500 Most Inspirational Quotations, Carroll & Graf, 2004, ISBN 0-7867-1428-X